# Condado de Jackson (Oregon)
O Condado de Jackson é um dos 36 condados do Estado americano do Oregon. A sede do condado é Medford, e sua maior cidade é Medford. O condado possui uma área de 7 257 km²(dos quais 43 km² estão cobertos por água), uma população de 181 269 habitantes, e uma densidade populacional de 25 hab/km² (segundo o censo nacional de 2000). O condado foi fundado em 1852.